# チアゴ・デラ・ヴェガ
チアゴ・デラ・ヴェガ（Tiago Della Vega、1984年3月8日 - ）は、ブラジルのメロディックスピードメタルバンド、バーニング・イン・ヘルの元ギタリスト。
現在はソロ活動をしており、ギター速弾きのギネス記録を更新している。

## 略歴・人物
1984年3月14日ブラジル、リオデジャネイロに生まれる。
5歳からアコースティックギターのレッスンを受け始め、その翌年には既にエレキギターを弾き始める。
彼はクリス・インペリテリを凌ぐほどの速弾きで有名であり、その速さは一秒間に38音を正確に弾くことが可能である。
2008年9月11日放送のフジテレビ系の番組「奇跡体験!アンビリバボー」に出演し、ロシアの作曲家ニコライ・リムスキー＝コルサコフが作曲した曲「熊蜂の飛行」を弾いてみせた。「熊蜂の飛行」については、以前、自身がギネス記録を樹立している。その時のテンポは320BPMであったが（1秒で約21音）、アンビリバボー出演時は370BPM（1秒で約23音）で弾いた。オリジナルのテンポが170BPM（1秒で約11音）程度なので、倍以上の速さで弾いていることになる。

## 奏法
主に用いる奏法はスウィープアルペジオ、タッピング、ボスハンズタッピングなど一般に速弾き系ギタリストが使用している奏法と同じである。
オルタネイトフルピッキングをする際には薬指をギターボディに軽く置き、手首と肘で細かいピッキングをする。

## 使用楽器
以前は、Ibanezのスティーヴ・ヴァイモデルを使っていたが、現在はブラジルのカスタムショップAndrellisの7弦ギターを使っている。